# راگی توماس
راگی توماس یک مدیر اجرایی و کارآفرین آمریکایی است که بیشتر به عنوان مؤسس و مدیر عامل شرکت اسپرینکلر نام برده می‌شود، شرکتی که یک پلت فرم مدیریت تجربه مشتری را افزایش می‌دهد. وی قبل‌ها رئیس اپسیلون تعاملی بود که الان بخشی از شبکه تبلیغاتی پوبلیسیز است و شرکت بازاریابی ایمیل پاگنده تأملی را تأسیس نمود.

## تحصیلات و اوایل زندگی
توماس در کرالا در هند به متولد شد و بزرگ شد، پسر پدر و مادری دانشگاهی که پی در پی ریشه‌کن می‌کردند و جابه‌جا می‌شدند. پدر و مادر توماس زمانی که وی در کلاس ۳ بود برای کار به نیجریه مهاجرت نمود. وقتی توماس در کلاس ۵ بود، خانواده اش به هند برگشتند و او را در مدرسه شبانه‌روزی ثبت نام نمودند.
او در دانشگاه مهندسی پوندیچری در هند تحصیل نمود و در رشته مهندسی علوم کامپیوتر مدرک کسب نمود. در سال ۱۹۹۶، در حالی که برای مشاوره بین‌المللی تاتا یونیسیس (در حال حاضر خدمات مشاوه تاتا) کار می‌نمود، به ویسکانسین در ایالات متحده آمد. او سپس به نیوجرسی مهاحرت نمود تا مشاوره ای تی برای ای تی تی وآزمایشگاه‌های بل انجام دهد و در طول رونق سال ۲۰۰۰ برای یک استارت آپ دات کام کار کرد. او به صورت نیمه وقت در دانشکده بازرگانی استرن دانشگاه نیویورک تحصیل کرد و ام بی ای خود را در رشته مالی و سیستم‌های اطلاعاتی کسب نمود.

## حرفه

### پاگنده تعاملی/اپسیلون تعاملی
بعد از متلاشی شدن حباب دات کام، توماس یک شرکت بازاریابی ایمیلی را تأسیس کرد که به پاگنده تعاملی تبدیل شد. توماس ابتدا به عنوان CTO خدمت کرد. در سال ۲۰۰۵، این شرکت توسط شرکت خدمات بازاریابیئاده‌های اتحاد خریداری شد و به اپسیلون تعاملی تغییر اسم داد. در سال ۲۰۰۶، توماس رئیس شرکت اپسیلون اینتراکتیو شد. در اپسیلون، او بر ادغام فنی بین پاگنده و راه‌های ایمیل ۲ بار کلیک نظارت داشت که از شرکت تبلیغات آنلاین دابل کلیک در سال ۲۰۰۶ خریداری. او در سال ۲۰۰۸ اپسیلون اینتراکتیو را ترک نمود.

### اسپرینکلر
در سال ۲۰۰۹، توماس شرکت مدیریت شبکه‌های اجتماعی سی ایکس ام و مشتری اسپرینکلر را مؤسس نمود و به عنوان مدیر عامل آن فعالیت می‌کند. تا جولای ۲۰۱۶، اسپر ینکلر به ارزش ۱٫۸ میلیارد دلار رسید که به آن وضعیت تک شاخ داد. در سپتامبر ۲۰۲۰، این شرکت ۲۰۰ میلیون دلار از شرکت سهام خصوصی هلمن و فریدمن در معامله ای که ارزش شرکت را ۲٫۷ میلیارد دلار برآورد کرد، جمع‌آوری کرد. در ۲۳ ژوئن ۲۰۲۱، اسپرینکلربا نماد سی ایکس ام در بورس اوراق بهادار نیویورک ارائه شد.

### تولید سرگرمی
توماس تهیه‌کننده فیلم ۲۰۱۵ هندی زبان مالایایی اننونینته معین به کارگردانی آر اس ویمال بود. وی همچنین یکی از تهیه‌کنندگان زن پاریسی، نمایشنامه ای در برادوی با بازی اوما تورمن، بازیگر بود.

### دیگر
توماس هم جزو هیئت مدیره پارچه است که یک شرکت اپلیکیشن مد موبایل است.

## افتخارات و قدردانی
توماس در سال ۲۰۱۰ توسط مرکز فرهنگی و مدنی کرالای هندی آمریکایی به دلیل برامدمورد سرنوشت قرار گرفت.

## زندگی شخصی
توماس با همسر و ۲ فرزندش در نیوجرسی زندگی می‌کند. توماس به زبان‌های انگلیسی، مالایایی و تامیل تسلط کامل دارد.